# Hilarius Emonds
Hilarius Emonds OSB (* 17. Februar 1905 in Jülich als Anton Emonds; † 9. Juni 1958) war ein Liturgiewissenschaftler.

## Leben
Er trat 1924 in die Abtei Maria Laach ein. Er studierte in Maria Laach, Beuron, Salzburg und von 1931 bis 1937 in Bonn. Im Zweiten Weltkrieg war er Sanitäter der Luftwaffe in Ungarn, Galizien, der Ukraine und Mitteldeutschland. Nach dem Tode Odo Casels gab er das Jahrbuch für Liturgiewissenschaft heraus. Er wurde 1951 Mitglied der Bayerischen Benediktinerakademie.

## Schriften (Auswahl)
- Zweite Auflage im Altertum. Kulturgeschichtliche Studien zur Überlieferung der antiken Literatur. Leipzig 1941, OCLC 9035900.
- als Herausgeber: Enkainia. Gesammelte Arbeiten zum 800 jährigen Weihegedächtnis der Abteikirche Maria Laach am 24. August 1956. Düsseldorf 1956, OCLC 73336615.